# Oxycerini
Oxycerini – plemię muchówek z rodziny lwinkowatych i podrodziny Stratiomyinae.
Muchówki te od Prosopochrysini i Stratiomyini różnią się brakiem żyłki poprzecznej bazymedialno-kubitalnej w użyłkowaniu skrzydeł. Występują głównie w Holarktyce.
Klasyfikuje się je w rodzajach:
- Caloparyphus James, 1939
- Dicorymbimyia Woodley, 2001
- Euparyphus Gerstaecker, 1857
- Glariopsis Lindner, 1935
- Glaris Kertesz, 1923
- Hermionella Pleske, 1925
- Oxycera Meigen, 1803
- Pachyptilum Lindner, 1969
- Peritta Becker, 1906
- Stuckenbergiola Lindner, 1965
- Vanoyia Villeneuve, 1908